# Jerry Logan
Jerry Don Logan (Graham, 27 agosto 1941) è un ex giocatore di football americano statunitense che ha militato nel ruolo di safety per tutta la carriera con i Baltimore Colts della National Football League (NFL).

## Carriera
Logan al college giocò alla West Texas A&M University. Fu scelto nel corso del quarto giro (47º assoluto) nel Draft NFL 1963 dai Baltimore Colts. Vi giocò per tutta la carriera fino al 1972, venendo convocato per tre Pro Bowl, nel 1965, nel 1970 e nel 1971. Nel 1968 partì come titolare nel Super Bowl III dove i favoritissimi Colts furono battuti a sorpresa dai New York Jets dell'American Football League. Si rifece due anni dopo partendo come titolare anche nel Super Bowl V vinto per 16-13 contro i Dallas Cowboys e laureandosi campione. In carriera fece registrare 34 intercetti, ritornandoli per 397 yard e 5 touchdown.

## Palmarès

### Franchigia
- Campionati NFL : 1

Baltimore Colts: 1968
- Super Bowl : 1

Baltimore Colts: V
- American Football Conference Championship: 1

Baltimore Colts: 1970

### Individuale
- Convocazioni al Pro Bowl: 3

1965, 1970, 1971
- Second-team All-Pro:

1964, 1968